# Schweinekopf (Berg)
Der Schweinekopf ist ein 1285,3 m ü. NHN hoher Nebengipfel des Blößling im Südschwarzwald in Baden-Württemberg. Er liegt auf den Gebieten der Städte Schönau und Todtnau rund 25 km südöstlich von Freiburg im Breisgau und 9,5 km südlich des Feldbergs, des höchsten Berges im Schwarzwald.

## Lage und Charakteristik
Der Schweinekopf ist ein westlicher Nebengipfel des Blößling, der nach drei Seiten 300 bis 500 Meter tief in den Präger Kessel abfällt. Seine Gipfelpartie ist als ostwestlich verlaufender Felskamm geformt.
Aufgebaut ist der Berg aus sauren magmatischen Gesteinen einer subvulkanischen Intrusion und Rhyodazit (pyroklastischer vulkanischer Auswurf). Diese Gesteine sind Teil der heterogenen, von zahlreichen Verwerfungen durchzogenen und westöstlich streichenden Badenweiler-Lenzkirch-Zone. Sie durchzieht ein Gebiet, das zumeist aus Gneisen und Graniten besteht.
Der ausnahmslos sehr steilhängige Berg ist von meist lichten, naturnah zusammengesetzten hochmontanen Bergwäldern bestanden; nach Süden hin bilden großflächige, meist offene Blockhalden die Oberfläche. Im Süden ziehen sich vom Prägbachtal große, artenreiche Weidfelder den steilen Hang hinauf.

## Name
Der Name kennzeichnet eine ehemalige Waldfläche, die zur Weidenutzung durch gelegentliche Entkusselungen offen gehalten wurde oder wird.

## Naturschutz und Tourismus
Die natürliche Vegetation eines hochmontanen Fichten-Tannen-Buchenwaldes ist am Schweinekopf großenteils noch erkennbar. Lichte Bestände sind stellenweise mit alten Eiben durchsetzt. Am Schweinekopf kommt die Türkenbundlilie flächenhaft vor, außerdem der Alpendost.
Der Schweinebuck liegt zur Gänze im Naturschutzgebiet Gletscherkessel Präg. Am Westfuß, zum mittleren Prägbachtal hin, ist ein Steilhang als Bannwald Salendobel geschützt. Dieser und die übrigen Steilhänge sind zugleich Kernzonen des Biosphärengebiets Schwarzwald. Die schütter bewaldeten Gipfelpartien und besonders die Weidfelder an den Südhängen sind wesentliche Elemente des Biotopverbunds Trockene Standorte.
Der Schweinekopf wird nur in geringem Maße im Rahmen des Anstiegs auf den Blößling von Präg aus erwandert.